# Casey Phair
Casey Yu-jin Phair (koreanisch 케이시 유진 페어; * 29. Juni 2007) ist eine südkoreanische Fußballspielerin.

## Karriere

### Vereine
Phair wurde in den USA geboren. Nach anderen Angaben wurde sie in Südkorea geboren und zog mit ihrem amerikanischen Vater und ihrer südkoreanischen Mutter im Alter von einem Monat in die Vereinigten Staaten. Dort spielt sie derzeit für die Schulmannschaft der Pingry School und trainiert daneben auch in der Player Development Academy in New Jersey, wo sie derzeit auch lebt.

### Nationalmannschaft
Für die südkoreanischen U17 hatte sie schon ein paar Einsätze, bei der sie der Mannschaft half sich für die Asienmeisterschaft 2024 zu qualifizieren.
Am 5. Juli 2023 wurde sie für den finalen Kader bei der Weltmeisterschaft 2023 nominiert. Dort machte sie ihr A-Länderspieldebüt als auch ihr WM-Debüt beim ersten Gruppenspiel gegen Kolumbien, bei welchem sie in der 78. Minute für Choe Yu-ri eingewechselt wurde. Mit ihrem Einsatz wurde sie mit ihrem Alter von zu diesem Zeitpunkt 16 Jahren und 26 Tagen zur jüngsten in der Geschichte jemals eingesetzten Spielerin bei einer Weltmeisterschaft.